# ارمیا ۱۲۸۵۸۶
سیارک ۱۲۸۵۸۶ (به انگلیسی: 128586 Jeremias، نامگذاری:2004QW) صد و بیست و هشت هزار و پانصد و هشتاد و ششمین سیارک کشف شده‌است که در ۱۶ اوت ۲۰۰۴ کشف شد.